# Leucopogon maritimus
Leucopogon maritimus är en ljungväxtart som beskrevs av Hislop. Leucopogon maritimus ingår i släktet Leucopogon och familjen ljungväxter. Inga underarter finns listade i Catalogue of Life.